# Peloro
Nella mitologia greca, Peloro era il nome di uno degli Sparti nati dai denti del drago seminati da Cadmo.

## Il mito
Durante il viaggio di Cadmo egli si fermò con l'intenzione di fondare una città (detta poi Tebe). Prima di iniziare tale impresa volle fare un sacrificio ad Atena ma un drago, figlio di Ares o comunque a lui sacro, apparve. Cadmo riuscì ad ucciderlo. La stessa dea gli consigliò di seminare i denti strappati alla bestia e da quelli nacquero tanti soldati formando alla fine una falange ostile: tutti si uccisero a vicenda e fra loro soltanto 5 rimasero in vita, oltre a Peloro, gli altri furono:
- Echione
- Udeo
- Ctonio
- Iperenore

Peloro insieme ai suoi compagni aiutò l'eroe nella fondazione della città. Da allora fu uno dei capostipiti delle famiglie nobili della città.